# Kleptochthonius binoculatus
Kleptochthonius binoculatus är en spindeldjursart som beskrevs av William B. Muchmore 1974. Kleptochthonius binoculatus ingår i släktet Kleptochthonius och familjen käkklokrypare. Inga underarter finns listade i Catalogue of Life.